# Harry Kewell
Harry Kewell (sinh ngày 22 tháng 9 năm 1978) là một huấn luyện viên và là cựu cầu thủ bóng đá chuyên nghiệp người Úc.

## Tiểu sử
Kewell lớn lên tại Sydney, cha người Anh tên Rod, mẹ người Úc tên Helen. Lúc 15 tuổi, Kewell sang Anh xin gia nhập và được nhận vào học tập với đội thiếu niên hội bóng đá Leeds United.
- Ngày 30 tháng 3 năm 1996: ra quân đầu tiên cho hội Leeds và đội này bị Middlesbrough hạ 1-0.
- Tháng 4 năm 1996: Úc bị thua Chile 3-0.
- Tháng 10 năm 1997: Kewell ghi bàn đầu tiên cho Leeds, thắng Stoke City 3-0.
- Tháng 11 năm 1997: Kewell lần đầu tiên ghi bàn cho đội tuyển Úc khi đội này hòa 1-1 tại sân khách Iran. Trong trận sân nhà tại Sydney, Kewell ghi bàn bàn lần nữa nhưng Úc bị Iran gỡ hòa 2-2 và Iran được vào vòng chung kết World Cup 1998 (theo luật bàn thắng sân khách) và Úc bị loại.
- Năm 2000-2001 cùng đồng đội Úc là Mark Viduka giúp Leeds vào bán kết UEFA Champions League
- Năm 2003-2004 chuyển sang chơi cho Liverpool.
- Ngày, 25 tháng 5 năm 2005, thi đấu hiệp đầu trong trận chung kết UEFA Champions League, nhưng Kewell bị thương đùi và bị thay sau 20 phút. Hết hiệp một AC Milan dẫn Liverpool 3-0. Trong hiệp hai, Liverpool gỡ lại 3-3 và thắng nhờ đá phạt đền.
- 2005-2006: Chung kết FA Cup - Kewell bị thay sau 48 phút vì bị đau bắp thịt hạ bộ.[2].
- Tháng 11-2005: Úc thua Uruguay 1-0 tại sân khách nhưng tại sân nhà Sydney, Kewell giúp đồng đội Marco Bresciano hạ Uruguay 1-0. Úc được vào vòng chung kết World Cup 2006 tại Đức.
- World Cup 2006: Kewell đội đầu trong trận Úc thủ hòa với Croatia và nhờ đó Úc vào được vòng loại. Thực ra Kewell lúc đó đang trong thế việt vị.[3]. Ngày hôm sau, thủ tướng Úc John Howard và báo The West Australian gọi Kewell là "Vua Harry".
- Tháng 7-2008: Kewell chuyển nhượng tự do sang Galatasaray do không còn được trọng dụng ở Liverpool.
- Năm 2011, trở về quê nhà thi đấu cho Melbourne Victory.
- Năm 2012, kết thúc sự nghiệp thi đấu ở đội tuyển quốc gia.
- Năm 2013, chuyển sang thi đấu cho Al Gharafa của Qatar nhưng không thành công. Cũng năm này Kewell lại trở về quê nhà thi đấu cho Melbourne Heart.
- Năm 2014, chính thức giã từ sân cỏ và chuyển sang làm công tác huấn luyện.

## Đời tư
Kewell lấy vợ là tài tử phim tập người Anh Sheree Murphy năm 2003 và có hai con: Taylor (trai, sinh 2001) và Ruby Heather Toni (gái, sinh 2003).

## Thống kê

### Câu lạc bộ
| Club performance | Club performance  | Club performance   | League | League | League  | Cup         | Cup         | Cup         | League Cup        | League Cup        | League Cup        | Continental | Continental | Continental | Total | Total | Total   |
| Season           | Club              | League             | Apps   | Goals  | Assists | Apps        | Goals       | Assists     | Apps              | Goals             | Assists           | Apps        | Goals       | Assists     | Apps  | Goals | Assists |
| England          | England           | England            | League | League | League  | FA Cup      | FA Cup      | FA Cup      | League Cup        | League Cup        | League Cup        | Europe      | Europe      | Europe      | Total | Total | Total   |
| ---------------- | ----------------- | ------------------ | ------ | ------ | ------- | ----------- | ----------- | ----------- | ----------------- | ----------------- | ----------------- | ----------- | ----------- | ----------- | ----- | ----- | ------- |
| 1995–96          | Leeds United      | Premier League     | 2      | 0      | 0       | —           | —           | —           | —                 | —                 | —                 | —           | —           | —           | 2     | 0     | 0       |
| 1996–97          | Leeds United      | Premier League     | 1      | 0      | 0       | —           | —           | —           | —                 | —                 | —                 | —           | —           | —           | 1     | 0     | 0       |
| 1997–98          | Leeds United      | Premier League     | 29     | 5      | 4       | 4           | 2           | 0           | 2                 | 1                 | 1                 | —           | —           | —           | 35    | 8     | 5       |
| 1998–99          | Leeds United      | Premier League     | 38     | 6      | 6       | 5           | 1           | 2           | 2                 | 2                 | 1                 | 4           | 0           | 1           | 49    | 9     | 10      |
| 1999–2000        | Leeds United      | Premier League     | 36     | 10     | 13      | 3           | 2           | 1           | 2                 | 0                 | 1                 | 12          | 5           | 5           | 53    | 17    | 20      |
| 2000–01          | Leeds United      | Premier League     | 17     | 2      | 5       | —           | —           | —           | —                 | —                 | —                 | 9           | 0           | 5           | 26    | 2     | 10      |
| 2001–02          | Leeds United      | Premier League     | 27     | 8      | 3       | 0           | 0           | 0           | 1                 | 1                 | 0                 | 7           | 2           | 2           | 35    | 11    | 5       |
| 2002–03          | Leeds United      | Premier League     | 31     | 14     | 7       | 4           | 1           | 0           | 1                 | 0                 | 0                 | 5           | 1           | 0           | 41    | 16    | 7       |
| 2003–04          | Liverpool         | Premier League     | 36     | 7      | 2       | 3           | 0           | 0           | 2                 | 1                 | 0                 | 8           | 3           | 0           | 49    | 11    | 2       |
| 2004–05          | Liverpool         | Premier League     | 18     | 1      | 2       | 0           | 0           | 0           | 1                 | 0                 | 0                 | 12          | 0           | 0           | 31    | 1     | 2       |
| 2005–06          | Liverpool         | Premier League     | 27     | 3      | 3       | 6           | 0           | 0           | 1                 | 0                 | 0                 | 6           | 0           | 0           | 40    | 3     | 3       |
| 2006–07          | Liverpool         | Premier League     | 2      | 1      | 0       | 0           | 0           | 0           | 0                 | 0                 | 0                 | 1           | 0           | 0           | 3     | 1     | 0       |
| 2007–08          | Liverpool         | Premier League     | 10     | 0      | 1       | 1           | 0           | 0           | 1                 | 0                 | 0                 | 3           | 0           | 3           | 15    | 0     | 4       |
| Turkey           | Turkey            | Turkey             | League | League | League  | Turkish Cup | Turkish Cup | Turkish Cup | Turkish Super Cup | Turkish Super Cup | Turkish Super Cup | Europe      | Europe      | Europe      | Total | Total | Total   |
| 2008–09          | Galatasaray       | Süper Lig          | 26     | 8      | 5       | 1           | 0           | 0           | 1                 | 1                 | 1                 | 9           | 4           | 1           | 37    | 13    | 7       |
| 2009–10          | Galatasaray       | Süper Lig          | 17     | 9      | 4       | 2           | 1           | 1           | —                 | —                 | —                 | 9           | 4           | 1           | 28    | 14    | 6       |
| 2010–11          | Galatasaray       | Süper Lig          | 20     | 5      | 2       | 3           | 0           | 0           | —                 | —                 | —                 | 3           | 2           | 3           | 26    | 7     | 5       |
| Australia        | Australia         | Australia          | League | League | League  | —           | —           | —           | —                 | —                 | —                 | Asia        | Asia        | Asia        | Total | Total | Total   |
| 2011–12          | Melbourne Victory | A-League           | 25     | 8      | 4       | —           | —           | —           | —                 | —                 | —                 | —           | —           | —           | 25    | 8     | 4       |
| Qatar            | Qatar             | Qatar              | League | League | League  | —           | —           | —           | —                 | —                 | —                 | Asia        | Asia        | Asia        | Total | Total | Total   |
| 2012–13          | Al-Gharafa        | Qatar Stars League | 3      | 1      | 0       | —           | —           | —           | —                 | —                 | —                 | —           | —           | —           | 3     | 1     | 0       |
| Australia        | Australia         | Australia          | League | League | League  | —           | —           | —           | —                 | —                 | —                 | Asia        | Asia        | Asia        | Total | Total | Total   |
| 2013–14          | Melbourne Heart   | A-League           | 16     | 2      | 0       | —           | —           | —           | —                 | —                 | —                 | —           | —           | —           | 16    | 2     | 0       |
| Totals           | England           | England            | 274    | 57     | 46      | 26          | 6           | 3           | 13                | 5                 | 3                 | 67          | 11          | 16          | 380   | 79    | 68      |
| Totals           | Turkey            | Turkey             | 63     | 22     | 11      | 6           | 1           | 1           | 1                 | 1                 | 1                 | 21          | 10          | 5           | 91    | 34    | 18      |
| Totals           | Australia         | Australia          | 41     | 10     | 4       | —           | —           | —           | —                 | —                 | —                 | —           | —           | —           | 41    | 10    | 4       |
| Totals           | Qatar             | Qatar              | 3      | 1      | 0       | —           | —           | —           | —                 | —                 | —                 | —           | —           | —           | 3     | 1     | 0       |
| Career totals    | Career totals     | Career totals      | 381    | 90     | 61      | 32          | 7           | 4           | 14                | 6                 | 4                 | 88          | 21          | 21          | 515   | 124   | 90      |

### Đội tuyển
| Đội tuyển bóng đá quốc gia Úc | Đội tuyển bóng đá quốc gia Úc | Đội tuyển bóng đá quốc gia Úc |
| Năm                           | Số lần ra sân                 | Số bàn thắng                  |
| ----------------------------- | ----------------------------- | ----------------------------- |
| 1996                          | 2                             | 0                             |
| 1997                          | 6                             | 3                             |
| 1998                          | 0                             | 0                             |
| 1999                          | 0                             | 0                             |
| 2000                          | 1                             | 0                             |
| 2001                          | 3                             | 0                             |
| 2002                          | 0                             | 0                             |
| 2003                          | 2                             | 2                             |
| 2004                          | 3                             | 1                             |
| 2005                          | 2                             | 0                             |
| 2006                          | 4                             | 1                             |
| 2007                          | 6                             | 2                             |
| 2008                          | 9                             | 3                             |
| 2009                          | 7                             | 1                             |
| 2010                          | 2                             | 0                             |
| 2011                          | 8                             | 3                             |
| 2012                          | 1                             | 1                             |
| Tổng cộng                     | 56                            | 17                            |

### Bàn thắng quốc tế
| #   | Ngày                 | Địa điểm            | Đối thủ          | Bàn thắng | Kết quả | Giải đấu                        |
| --- | -------------------- | ------------------- | ---------------- | --------- | ------- | ------------------------------- |
| 1.  | 22 tháng 11 năm 1997 | Tehran, Iran        | Iran             | 1–1       | Hòa     | Vòng loại World Cup 1998        |
| 2.  | 29 tháng 11 năm 1997 | Melbourne, Úc       | Iran             | 2–2       | Hòa     | Vòng loại World Cup 1998        |
| 3.  | 19 tháng 12 năm 1997 | Riyadh, Ả Rập Saudi | Uruguay          | 1–0       | Thắng   | Confed Cup 1997                 |
| 4.  | 12 tháng 2 năm 2003  | London, Anh         | Anh              | 3–1       | Thắng   | Giao hữu                        |
| 5.  | 7 tháng 9 năm 2003   | Reading, Anh        | Jamaica          | 2–1       | Thắng   | Giao hữu                        |
| 6.  | 12 tháng 10 năm 2004 | Sydney, Úc          | Quần đảo Solomon | 6–0       | Thắng   | Cúp bóng đá châu Đại Dương 2004 |
| 7.  | 22 tháng 6 năm 2006  | Stuttgart, Đức      | Croatia          | 2–2       | Hòa     | World Cup 2006                  |
| 8.  | 30 tháng 6 năm 2007  | Kallang, Singapore  | Singapore        | 3–0       | Thắng   | Giao hữu                        |
| 9.  | 16 tháng 7 năm 2007  | Bangkok, Thái Lan   | Thái Lan         | 4–0       | Thắng   | Asian Cup 2007                  |
| 10. | 1 tháng 6 năm 2008   | Brisbane, Úc        | Iraq             | 1–0       | Thắng   | Vòng loại World Cup 2010        |
| 11. | 15 tháng 6 năm 2008  | Doha, Qatar         | Qatar            | 3–1       | Thắng   | Vòng loại World Cup 2010        |
| 12. | 6 tháng 9 năm 2008   | Eindhoven, Hà Lan   | Hà Lan           | 2–1       | Thắng   | Giao hữu                        |
| 13. | 1 tháng 4 năm 2009   | Sydney, Úc          | Uzbekistan       | 2–0       | Thắng   | Vòng loại World Cup 2010        |
| 14. | 11 tháng 1 năm 2011  | Doha, Qatar         | Ấn Độ            | 4–0       | Thắng   | Asian Cup 2011                  |
| 15. | 22 tháng 1 năm 2011  | Doha, Qatar         | Iraq             | 1–0       | Thắng   | Asian Cup 2011                  |
| 16. | 25 tháng 1 năm 2011  | Doha, Qatar         | Uzbekistan       | 6–0       | Thắng   | Asian Cup 2011                  |
| 17. | 29 tháng 2 năm 2012  | Melbourne, Úc       | Ả Rập Xê Út      | 4–2       | Thắng   | Vòng loại World Cup 2014        |

## Danh hiệu

### Cầu thủ
Đội trẻ Leeds United
- FA Youth Cup: 1996–97[4]

Liverpool
- FA Cup: 2005–06
- UEFA Champions League: 2004–05; á quân: 2006–07[6]
- Football League Cup á quân: 2004–05[7]
- FIFA Club World Cup á quân: 2005

Galatasaray
- Turkish Super Cup: 2008

Đội tuyển Úc
- FIFA Confederations Cup: á quân 1997[8]
- AFC Asian Cup: á quân 2011[9]
- OFC Nations Cup: 2004[10]

U-20 Úc
- OFC U-19 Men's Championship: 1997[11]

U17 Úc
- OFC U-17 Championship: 1995[12]